# Gmina Dolenjske Toplice
Gmina Dolenjske Toplice (słoweń.: Občina Dolenjske Toplice) – gmina w Słowenii. W 2002 roku liczyła 3300 mieszkańców.

## Miejscowości
Miejscowości wchodzące w skład gminy Dolenjske Toplice:

- Bušinec
- Cerovec
- Dobindol
- Dolenje Gradišče
- Dolenje Polje
- Dolenje Sušice
- Dolenjske Toplice – siedziba gminy
- Drenje
- Gabrje pri Soteski
- Gorenje Gradišče
- Gorenje Polje
- Gorenje Sušice
- Kočevske Poljane
- Loška vas
- Mali Rigelj
- Meniška vas
- Nova Gora
- Občice
- Obrh
- Podhosta
- Podstenice
- Podturn pri Dolenjskih Toplicah
- Sela pri Dolenjskih Toplicah
- Selišče
- Soteska
- Stare Žage
- Suhor pri Dolenjskih Toplicah
- Veliki Rigelj
- Verdun pri Uršnih selih